# 三溴甲锗烷
三溴甲锗烷是一种无机化合物，化学式为GeHBr3，由GeS和HBr反应制得的GeHBr3具有H+[GeBr3]−离子结构。但由Ge和HBr反应得到的无水GeHBr3具有CHCl3型的分子结构。
它和1-溴金刚烷反应，可以得到1-金刚烷基三溴化锗。